# Extreme II: Pornograffitti
| 전문가 평가                      | 전문가 평가 |
| 평가 점수                        | 평가 점수   |
| 출처                             | 점수        |
| -------------------------------- | ----------- |
| AllMusic                         | [ 1 ]       |
| Collector's Guide to Heavy Metal | 9/10        |
| The Daily Vault                  | B−          |

《Extreme II: Pornograffitti》 (단순히 《Pornograffitti》라고도 함)는 1990년 8월 7일 A&M 레코드를 통해 발매된 미국의 헤비 메탈 밴드 익스트림의 두 번째 스튜디오 음반이다. 음반 제목은 포르노그래피와 그래피티의 합성어이다.
《Extreme II》는 매우 잘 팔렸고, 빌보드 200에서 10위로 정점을 찍었고, 미국 음반 산업 협회에 의해 미국에서 더블 플래티넘 인증을 받았다. 그 밴드의 가장 많이 팔린 음반이다. 《Pornograffiti》의 두 싱글 〈More Than Words〉와 〈Hole Hearted〉는 빌보드 핫 100에서 각각 1위와 4위에 올랐다. 다른 두 트랙인 〈Decadence Dance〉와 〈Get the Funk Out〉은 MTV의 헤드뱅거즈 볼에서 인기를 얻었다.

## 반응
이 음반은 대체로 긍정적인 평가를 받았다. 올뮤직 평론가 스티브 휴이는 그 음반에 별 4개를 주었고, "그 밴드는 팝 메탈 형식의 경계를 실험하고 추진하고자 하는 강한 열망을 보여준다"라고 논평했다. 《롤링 스톤》은 그들의 "역사상 가장 위대한 헤어 메탈 음반 50장" 목록에서 13위에 그 음반을 올렸다. 《얼티밋 클래식 록》은 그들의 "글램 메탈 음반 톱 30"에서 8위를 차지했다. 헤비 메탈 작가 마틴 포포프는 그의 책 《헤어 메탈의 큰 책》에서 그 음반을 "생각하는 남자의 헤어 메탈 음반, 사려 깊은 가사와 아름다운 기타 작업"이라고 불렀다.
리드 기타리스트 누노 베텐코트는 《기타 월드》가 1991년 실시한 독자 여론조사에서 "최고의 신인"으로 선정되어 록 기타 애호가들의 감탄을 자아냈으며, 이 잡지는 후에 그를 1991년의 "가장 가치 있는 선수"로 선정했다.

## 곡 목록
모든 곡들은 게리 셰론과 누노 베텐코트에 의해 작사/작곡하였다.
| #   | 제목                                                 | 재생 시간 |
| --- | ---------------------------------------------------- | --------- |
| 1.  | 〈Decadence Dance〉                                  | 6:49      |
| 2.  | 〈Li'l Jack Horny〉                                  | 4:51      |
| 3.  | 〈When I'm President〉                               | 4:21      |
| 4.  | 〈Get the Funk Out〉                                 | 4:24      |
| 5.  | 〈More Than Words〉                                  | 5:34      |
| 6.  | 〈Money (In God We Trust)〉                          | 4:11      |
| 7.  | 〈It ('s a Monster)〉                                | 4:24      |
| 8.  | 〈Pornograffitti〉                                   | 6:15      |
| 9.  | 〈When I First Kissed You〉                          | 4:00      |
| 10. | 〈Suzi (Wants Her All Day What?)〉                   | 3:38      |
| 11. | 〈He-Man Woman Hater (〈왕벌의 비행〉 인트로 포함)〉 | 6:20      |
| 12. | 〈Song for Love〉                                    | 5:55      |
| 13. | 〈Hole Hearted〉                                     | 3:39      |

## 인증
| 국가                       | 인증        | 판매량/출하량 |
| -------------------------- | ----------- | ------------- |
| 오스트레일리아 (ARIA)      | 골드        | 35,000^       |
| 캐나다 (뮤직 캐나다)       | 3× 플래티넘 | 300,000^      |
| 네덜란드 (NVPI)            | 골드        | 50,000^       |
| 영국 (BPI)                 | 플래티넘    | 300,000^      |
| 미국 (RIAA)                | 2× 플래티넘 | 2,000,000^    |
| ^출하량을 기반으로 한 인증 |             |               |